# Varvara (Prozor-Rama, BiH)
Varvara je naseljeno mjesto u općini Prozor-Rama, Federacija Bosne i Hercegovine, BiH.
U selu je izvor rijeke Rame.

## Povijest
Naseljeno u starom vijeku. Kršćanstvo se dosta rano ukorijenilo. Varvara je bila Bistue Vetus, kako smatra nekoliko povjesničara i u njoj je bilo sjedište biskupa. U Varvari je bila starokršćanska bazilika koja je srušena u 6. stoljeću.

## Stanovništvo

### Popisi 1971. – 1991.
| Varvara            |              |              |              |
| godina popisa      | 1991.        | 1981.        | 1971.        |
| Muslimani          | 365 (58,87%) | 393 (57,54%) | 374 (52,60%) |
| Hrvati             | 248 (40,00%) | 287 (42,02%) | 333 (46,83%) |
| Srbi               | 0            | 0            | 0            |
| Jugoslaveni        | 1 (0,16%)    | 2 (0,29%)    | 2 (0,28%)    |
| ostali i nepoznato | 6 (0,96%)    | 1 (0,14%)    | 2 (0,28%)    |
| ukupno             | 620          | 683          | 711          |

### Popis 2013.
| Varvara            |              |
| godina popisa      | 2013.        |
| Hrvati             | 266 (58,85%) |
| Bošnjaci           | 186 (41,15%) |
| Srbi               | 0            |
| ostali i nepoznato | 0            |
| ukupno             | 452          |